# IC 2201
IC 2201 ist eine Spiralgalaxie vom Hubble-Typ Sa im Sternbild Zwillinge auf der Ekliptik. Sie ist schätzungsweise 205 Millionen Lichtjahre von der Milchstraße entfernt und hat einen Durchmesser von etwa 80.000 Lichtjahren.

Im selben Himmelsareal befindet sich u. a. die Galaxie NGC 2410.
Das Objekt wurde am 11. Februar 1898 von Stéphane Javelle entdeckt.